# 게잡이개구리
게잡이개구리(Fejervarya cancrivora)는 개구리목 개구리과에 속하는 개구리이다.

## 특징과 먹이
게잡이개구리는 현재의 신생대에 개구리와 도롱뇽을 아울러 부르는 양서류 중에 유일하게 염수에도 살아갈 수가 있는 동물로 바다나 기수에서도 생존이 가능한 동물이다. 몸은 전체적으로 갈색을 띄며 고동색의 무늬를 가지고 있고 등에는 주름이 나있으며 앞발의 물갈퀴는 흰색을 띈다. 또한 게잡이개구리는 바다의 염수와 기수에 적응하여 바다와 기수에서 살아가는 현생에서 유일한 개구리이자 양서류인만큼 다른 개구리들과는 다르게 소변을 통해 소금물을 배설하는 기능이 매우 잘 발달이 되어 있다. 먹이는 육식성으로서 수생 곤충이나 일반적인 곤충을 주로 잡아먹지만 작은물고기도 가끔씩 잡아먹으며 이름에 걸맞게 게와 같은 갑각류들도 먹이로서 굉장히 선호한다.

## 서식지
게잡이개구리의 주요서식지는 바다와 강이 만나는 강의 하류인 기수로서 바다의 숲이라 부르는 맹그로브에서 주로 서식한다. 염분에 내성이 있는 나무와 수생식물이 가득한 맹그로브의 중심지를 선호하며 바다와 기수에서도 살 수가 있어 게잡이개구리를 바다개구리라고도 부른다. 게잡이개구리의 주요 서식 국가 및 지역으로는 중국과 동남아시아가 있다.

## 같이 보기
- 개구리목
- 개구리
- 양서류